# Ruth Storm
Ruth Storm, geborene Siwinna, (* 1. Juni 1905 in Kattowitz; † 13. Dezember 1993 in Berlin) war eine deutsche Schriftstellerin und Dichterin.

## Leben und Wirken

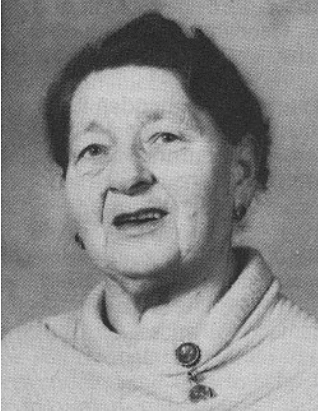
Die schlesische Schriftstellerin Ruth Storm (1905–1993)

Ruth Siwinna wurde 1905 als Tochter des Verlegers Carl Siwinna (1871–1939) in Kattowitz in Oberschlesien geboren. Da sie in der Atmosphäre eines Verlagshauses aufwuchs, wurde ihre Aufgeschlossenheit und gute Beobachtungsgabe zu den täglichen Geschehnissen gestärkt.
Ihre ersten Schuljahre verbrachte sie im Kattowitzer Lyzeum. Nachdem ihre Heimatstadt Kattowitz durch die Teilung Oberschlesiens 1921 an Polen gefallen war, besuchte sie die Höhere Mädchenschule (Internatsschule) der Herrnhuter Brüdergemeine in der „Kolonie Gnadenfrei“ in Ober-Peilau (Piława Górna), jetzt Piława Górna ul. Wiejska 2.
Ihre Familie zog zunächst nach Mittelschreiberhau im Riesengebirge in das „Haus Rundblick“, das sich in der Nähe des Wohnhauses des Schriftstellers Carl Hauptmann befand. Kurze Zeit später erfolgte aber die Übersiedlung nach Berlin, wo Ruth Storm einige Semester an der Landwirtschaftlichen Hochschule studierte und ein Praktikum auf einem Gut in Pommern absolvierte.
Im Jahre 1926 heiratete sie Ernst Storm (1894–1980), der später Professor an der TH Berlin wurde und von 1938 bis 1942 Rektor dieser Hochschule war. Wegen seiner angeblich „nichtarischen Abstammung“ wurde er seines Amtes als Rektor enthoben und verlor 1943 auch sein Lehramt, so dass die Familie wiederum in Schreiberhau Zuflucht suchte. Ihr Sohn Peter-Christoph Storm wurde im Jahr 1936 geboren. Ihre Familie wurde 1946 aus Schlesien vertrieben und wohnte dann zunächst in Peine. Hier war Ruth Storm u. a. auch als Journalistin tätig. Ab 1956 wohnte sie in Wangen im Allgäu in der Wittwaissiedlung, wo sich eine größere Kolonie von schlesischen Künstlern niedergelassen hatte.

### Literarische Bedeutung
Da ihre Erzählungen und Romane vielfach das Leben der ehemaligen Bewohner des Riesengebirges behandeln und sie selbst in den 1930er und 1940er Jahren in Schreiberhau wohnte, wird sie auch zur Künstlerkolonie Schreiberhau gezählt. Seit dem Erscheinen ihres Romans „Das vorletzte Gericht“ wurde sie „als eine Dichterin mit großer Sprachkraft bezeichnet“, die ihr erzählerisches Talent für die Beschreibung der Vertreibungsschicksale eingesetzt hat. Ihr Roman „Tausend Jahre - ein Tag“ (1955) beschreibt das Schicksal der hl. Hedwig von Andechs und deren Schaffenskraft und Glaubensstärke als Herzogin und Patronin von Schlesien. Der Roman „Ein Stückchen Erde“ (1965) wurde als Prosa-Ode auf die schlesischen Berge gedeutet.

## Werke (Auswahl)
- Ein Mann kehrt heim, Erzählung, 1935
- Das vorletzte Gericht. Das Haus am Hügel, Roman/Schauspiel, 1953
- Die Gefangene vom Isermoor, Erzählung, 1955
- Tausend Jahre – ein Tag. Lebensroman der Hl. Hedwig von Schlesien, 1955
- Das vergessene Kind, Erzählung, 1956
- Ich schrieb es auf – Das letzte Schreiberhauer Jahr, 1961
- Der Verkleidete, Roman, 1963
- Ein Stückchen Erde – Roman aus den schlesischen Bergen, Roman, 1965
- Und wurden nicht gefragt, Erzählung, 1972
- Unter fremden Dächern, Roman, 1974
- Das Klavier der Anna Petruschka, Erzählung, 1978
- Odersaga – Das Schloss am Strom, Roman, 1979
- Die Grubenlampe, Erzählung, 1979
- Der Zeitenuhr unentrinnbarer Sand – Gesammeltes aus Jahren, Gedichte, 1983
- Das geheime Brot. Erlebtes und Bewahrtes, Erzählungen, 1985
- Glück muss man haben. Abenteuer zweier Freunde, 1992
- Unter neuen Dächern, Roman einer Wohnsiedlung
- Der Zeitenuhr unentrinnbarer Sand – Gesammeltes aus Jahren, 1993[4][5][6]

## Auszeichnungen
- Ehrengabe des Wangener Kreises (1972)
- Preis beim Erzählerwettbewerb des „Ostdeutschen Kulturrates“ (1978)
- Eichendorff-Literaturpreis des Wangener Kreises (1983)
- Bundesverdienstkreuz am Bande (1983)[4]
- Kulturpreis Schlesien des Landes Niedersachsen (1984)